# Dialeto greco-calabrês
O dialeto greco-calabrês (chamado localmente de grecanico,)  é o dialeto da língua grega moderna  falado na província de Reggio Calabria.
Formalmente, é uma língua minoritária, falada pela minoria linguística grega da Itália, assim como o dialeto griko.